# Hans-Werner Kornacker
Hans-Werner Kornacker (* 6. August 1955) ist ein ehemaliger deutscher Fußballspieler. Der gelernte Stürmer absolvierte im Verlauf seiner Karriere in der Saison 1978/79 zwei Partien für Hannover 96 in der 2. Fußball-Bundesliga.
Zwischen den Spielzeiten 1980/81 bis 1981/82 sowie vom Winter 1984 an bis zum Sommer 1985 lief er für den VfL Klafeld-Geisweid 08 auf. Zwischenzeitlich war er für Rot-Weiß Lüdenscheid aktiv. In der Folge trainierte er diverse Mannschaften im Kreis Siegen-Wittgenstein und Kreis Olpe.